# Arboretum Nacional de Estados Unidos
El Arboretum Nacional de Estados Unidos en inglés : United States National Arboretum es un arboreto de 1.78 km² (446 acres) de extensión que se encuentra en Washington D. C.
Está administrado por el Agricultural Research Service perteneciente al Departamento de Agricultura de los Estados Unidos, como una división del Henry A. Wallace Beltsville Agricultural Research Center. 
Pertenece como miembro al Botanical Gardens Conservation International y al North American Plant Collections Consortium. 
El código de identificación del United States National Arboretum como miembro del "Botanic Gardens Conservation Internacional" (BGCI), así como las siglas de su herbario es USNAR.

## Localización
Se encuentra ubicado a 3.5 kilómetros (2.2 millas) al noreste del Capitolio, con entrada por la New York Avenue y R Street. Nueve millas de senderos lo atraviesan y conectan los numerosos jardines y las distintas colecciones.
United States National Arboretum, 3501 New York Ave. NE, Washington, District Of Columbia 20002 EE. UU.
- Teléfono: (202) 245 4539

- 38°54′44″N 76°57′50″O / 38.9121, -76.9638

Todo el recinto se encuentra abierto libremente al público diariamente.

## Historia
El arboreto fue reconocido formalmente como tal en 1927 mediante un acta del Congreso después de una campaña del botánico jefe del USDA Frederick Vernon Coville.

## Colecciones
Entre sus principales colecciones destacan :
- Colecciones de plantas asiáticas, bosque japonés, valle asiático, valle de China, colina de Corea
- Colección de Azaleas, con las secciones del « Glenn Dale Azalea Hillside », « Morrison Garden » , « Lee Garden »
- Colección de Cornus, con el mirador sobre el río « Anacostia River Overlook »

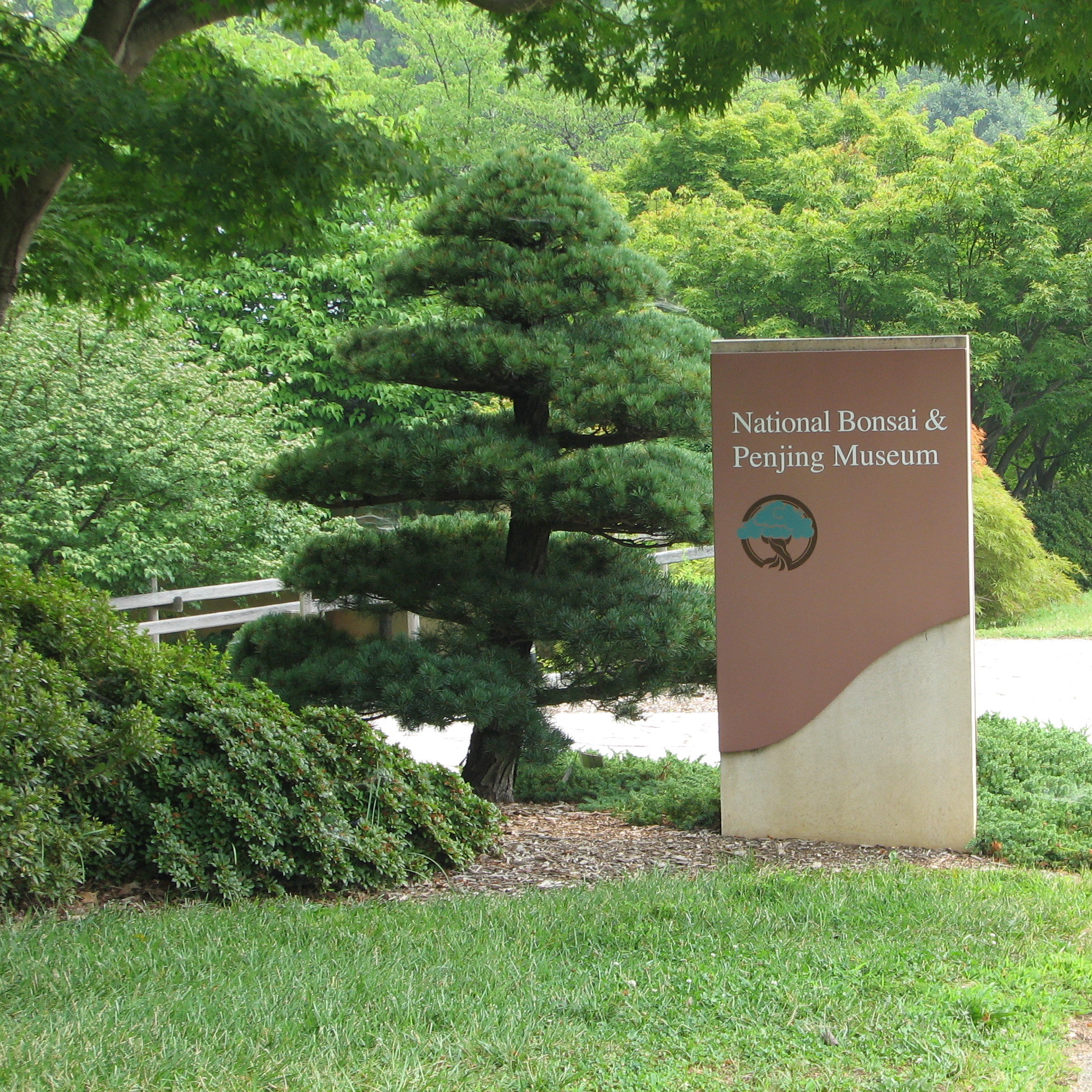
El National Bonsai and Penjing Museum.

- Valle de los helechos, con la Pradera, y el llano de la costa del Sureste
- The Friendship Garden, con la casa del árbol, tienda de regalos, la sede de la asociación de amigos del Arboreto, y la «National Bonsai Foundation Office»
- Colección de coníferas enanas, « Gotelli & Watnong Collections » , Piceas, Abies, y Aceres del Japón
- Colecciones de Acebos y Magnolias
- Colección de Bonsáis , « National Bonsai and Penjing Museum » que consta de pabellones expositivos Japonés, Chino, Norteamericano, e Internacional
- Colección de bojes alberga la «National Boxwood Collection»
- Colección Nacional de Árboles del Estado, especímenes de la mayoría de los árboles que figuran inscritos en la U.S. State trees.
- Jardín Nacional de Hierbas, Rosas Históricas, jardín de nudos, jardines especializados
- Colecciones de plantas perennes, Paeonias, Iris, Hemerocallis
- Jardín Clásico Chino (en proyecto), un nuevo jardín de 12 acres diseñado por un equipo conjunto de China y de Estados Unidos.

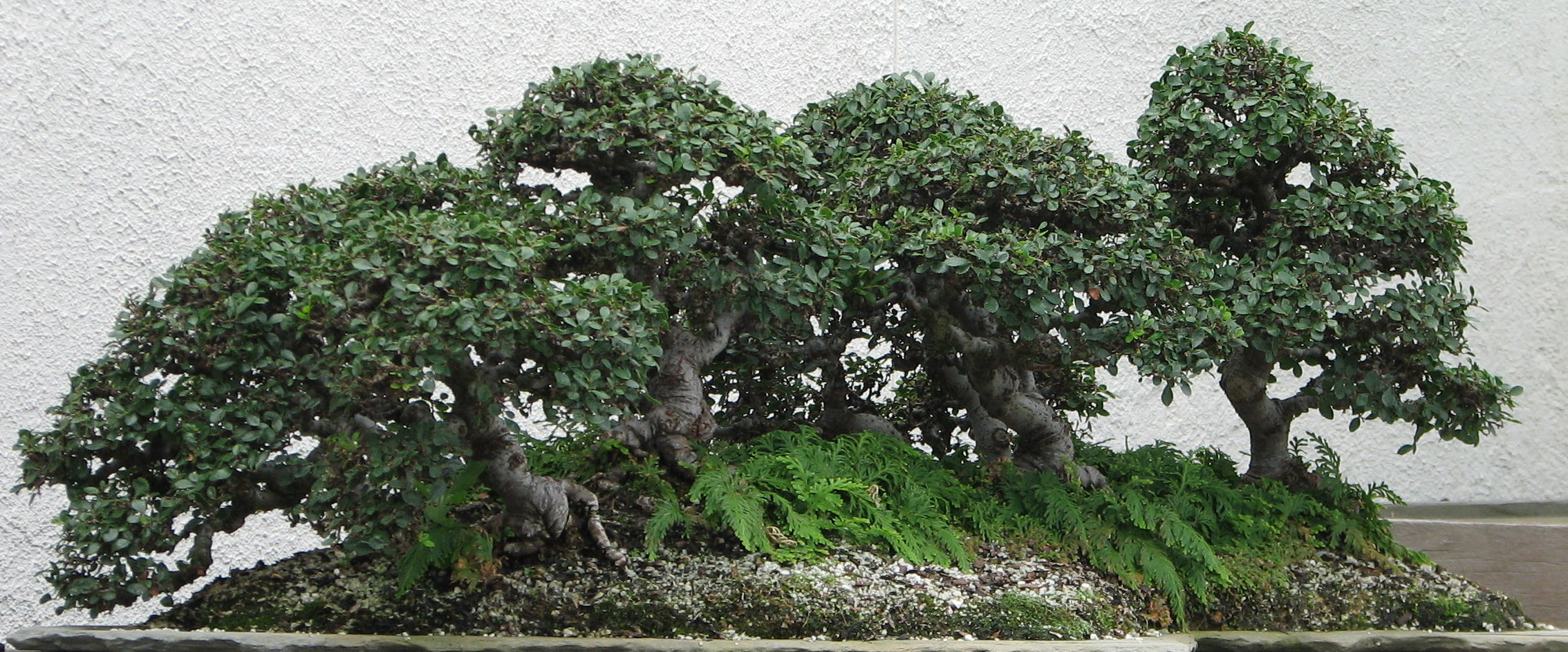
Olmos chinos en el National Bonsai and Penjing Museum.

Entre las especies que alberga son de destacar:
- Árboles y arbustos de hoja perenne Abies, Magnolia, Ilex, Buxus, Picea, coníferas enanas
- Árboles y arbustos de hoja caduca Acer, Cornus, Malus, Prunus, Quercus,
- Plantas ornamentales Hamamelis, Hemerocallis, Hibiscus, Iris, Lagerstroemia, Narcissus, Paeonia, , Pyracantha, Rhododendron, Viburnum,

También alberga el
- U. S. National Seed Herbarium fue trasladado a la « Arboretum's Floral & Nursery Plants Research Unit » a finales de 2007 desde el « Plant Sciences Institute » perteneciente al « Beltsville Agricultural Research Center » en Beltsville (Maryland), Maryland, donde estuvo durante muchos años.
- Biblioteca con más de 10,000 volúmenes y unas 90 publicaciones especializadas en botánica.

## Actividades
El arboreto funciona como uno de los mayores centros de investigación botánica. Dirige numerosas investigaciones sobre árboles, arbustos, hierbas, y plantas florales.